# Sophie Caroline von Camas

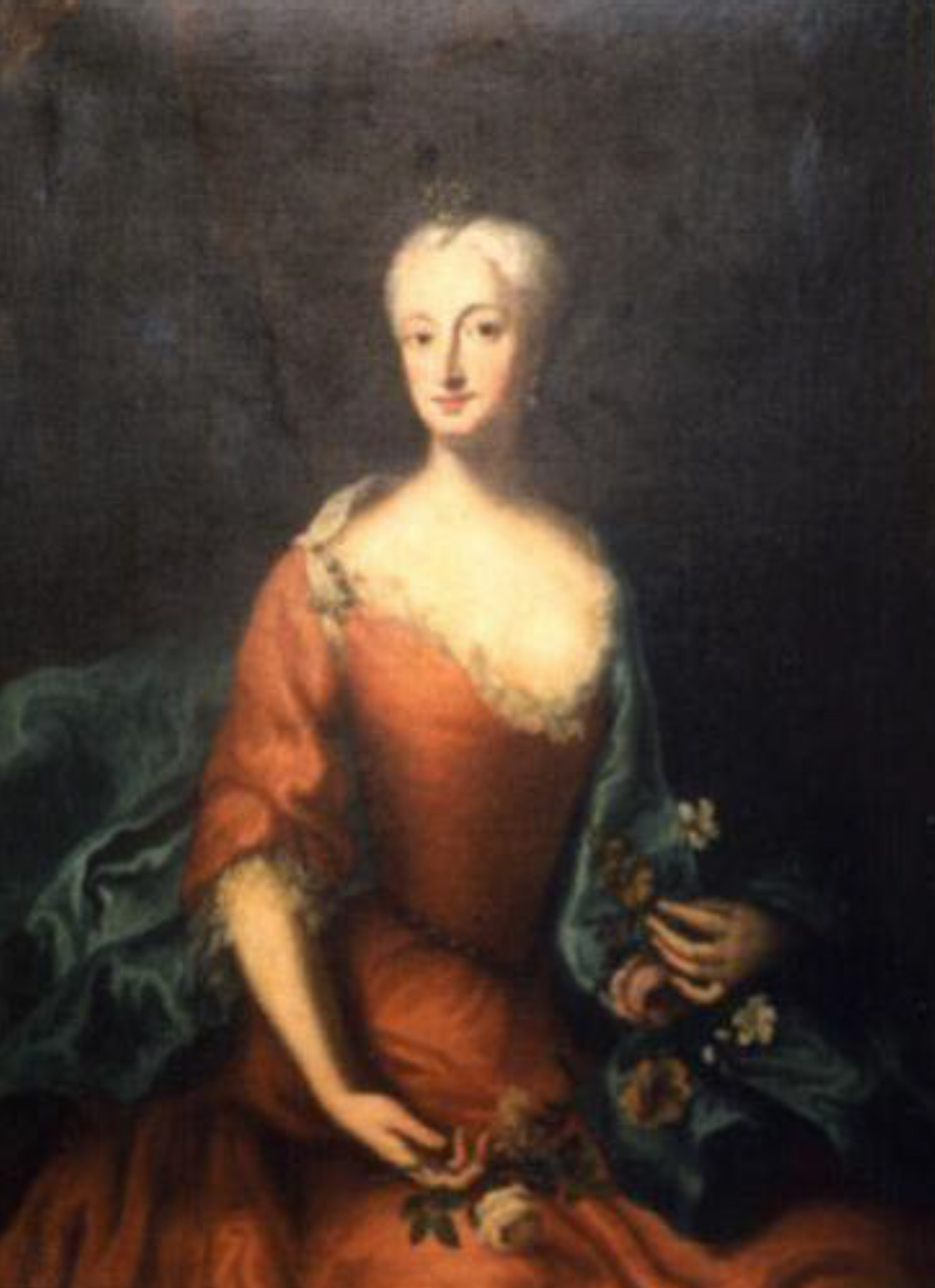
Sophie Caroline von Camas

Sophie Caroline Gräfin von Camas (geb. von Brandt, * 1686 in Berlin; † 2. Juli 1766 auf Schloss Schönhausen) war eine Vertraute des preußischen Königs Friedrich II.

## Leben

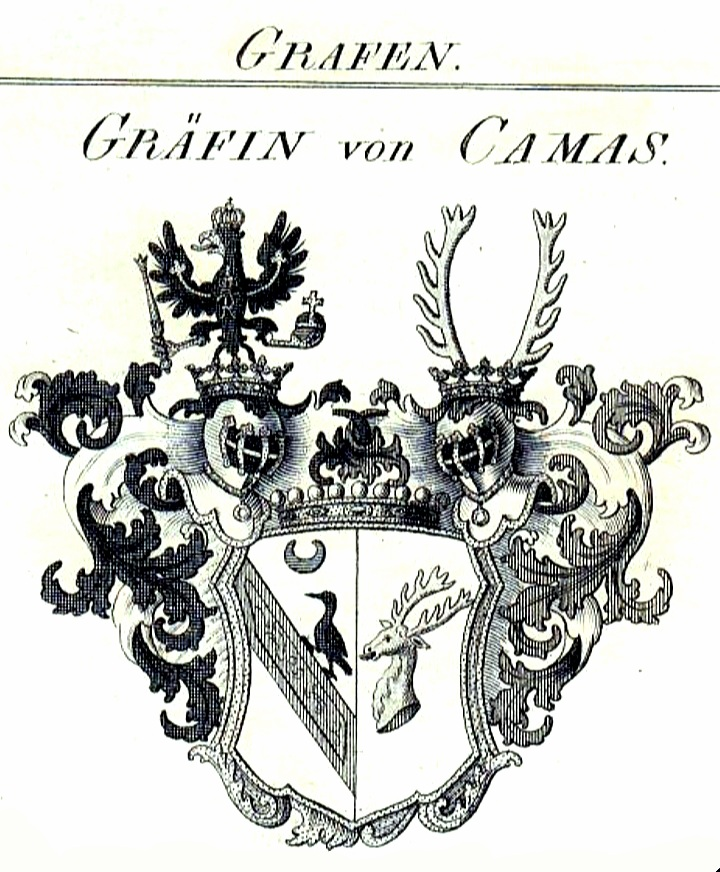
Wappen der Gräfin Camas: Schild gespalten; vorn Camas, hinten Brandt

Geboren als Tochter des preußischen Generalleutnants Wilhelm von Brandt (1644–1701) war Sophie Caroline die Ehefrau des preußischen Obersts und Regimentschefs Paul Heinrich Tilio de Camas (1688–1741). Nach dessen Tod erhob König Friedrich die verwitwete Sophie Caroline am 12. August 1742 in den Grafenstand und ernannte sie zur Oberhofmeisterin der Königin Elisabeth Christine.
Friedrich schätzte die Gräfin Camas, die er seit seiner Zeit als Kronprinz kannte, in außergewöhnlichem Maß. Er nannte sie als Zeichen seiner persönlichen Zuneigung zeitlebens Mama, hatte eine hohe Meinung von ihrer Intelligenz, teilte bis zu ihrem Tod vertrauliche persönliche wie auch politische Gedanken mit ihr und holte oft ihren Rat ein. Die Gräfin Camas war eine der wenigen Frauen, die er gerne als Gesprächspartnerin im kleinen Kreis um sich hatte. Ein umfangreicher Briefwechsel zwischen beiden ist bis heute erhalten.